# José Antonio Eguren Anselmi
José Antonio Eguren Anselmi (Lima, 14 de junho de 1956) é um clérigo católico romano peruano e arcebispo de Piura.

## Biografia
José Antonio Eguren Anselmi ingressou na Congregação de Sodalicio de Vida Cristiana e fez sua profissão em 9 de julho de 1981. O Arcebispo de Lima, Juan Landázuri Ricketts OFM, o ordenou sacerdote em 12 de dezembro de 1982. Esteve incardinado na Arquidiocese de Lima até fevereiro de 2001, quando o Papa concedeu ao Sodalicio de Vida Cristiana a incardinação de seus próprios sacerdotes.
Em 16 de fevereiro de 2002, João Paulo II o nomeou bispo auxiliar em Lima e bispo titular de Castellum Ripae. O Arcebispo de Lima, Dom Juan Luis Cipriani Thorne Opus Dei, o consagrou bispo em 7 de abril do mesmo ano; os co-consagradores foram Rino Passigato, Núncio Apostólico no Peru, e Alcides Mendoza Castro, Arcebispo de Cuzco.
Em 11 de julho de 2006 foi nomeado Arcebispo de Piura e empossado em 22 de agosto do mesmo ano.